# Zvjezdani katalog
Zvjezdani katalog je popis zvijezda i drugih nebeskih tijela, poredanih prema zvjezdanim koordinatama i važnijim svojstvima. 
Najraniji poznati zvjezdani katalog izradili su Babilonci oko 1500. pr. Kr., kada su na glinenim pločicama naveli popis od 36 zvijezda s opisom njihova položaja na nebu. Položaj manje sjajnih zvijezda opisan je u odnosu na sjajnije zvijezde. Grčki astronom Eudoks iz Knida u svojem je katalogu Pojave (grč. Φαινόμενα) oko 370. pr. Kr. popisao klasična zviježđa, opisao položaje zvijezda u njima i naveo vremena njihova izlaska i zalaska. U 3. stoljeću pr. Kr. grčki astronomi Timoharid i Aristil izradili su katalog u kojem su položaje zvijezda odredili u odnosu na ekliptiku. Oko 130. pr. Kr. Hiparh iz Nikeje izradio je zvjezdani katalog s položajima i prividnim magnitudama za oko 850 zvijezda. U svojem djelu Almagest Klaudije Ptolemej je oko 150. objavio katalog zvijezda s položajima i prividnim magnitudama za 1 022 zvijezde. Perzijski astronom Abd al-Rahman al-Sufi u svojoj Knjizi o zvijezdama stajačicama (arap. Kitāb al-kawākib al-thābita al-musawwar, 964.) ažurirao je i dopunio Ptolemejev katalog te zabilježio položaje, magnitude i boje za 1018 zvijezda. Mongolski astronom Ulug-beg izradio je 1437. katalog položaja 992 zvijezda, Johannes Kepler je 1627. izdao Rudolfinske tablice (lat. Tabulae Rudolphinae) s katalogom koji je obuhvaćao podatke za 1 005 zvijezda. 
Nakon uvođenja teleskopa katalozi se povećavaju i počinju bilježiti položaje i svojstva zvijezda koje nisu vidljive golim okom, a katalogiziraju se i druga nebeska tijela. John Flamsteed je 1725. katalogizirao oko 3 000 zvijezda i uveo nazive zvijezda po rastućim rektascenzijama, Joseph Jérôme Lefrançois de Lalande je 1801. objavio katalog s 47 390 zvijezda s prividnim sjajem do devete magnitude. U bonnskoj zvjezdarnici Friedrich Wilhelm August Argelander izradio je Bonnski premjer neba (njem. Bonner Durchmusterung, akronim BD, 1852–62), zvjezdani katalog s podatcima za 324 198 zvijezda. Annie Jump Cannon objavila je Katalog Henryja Drapera (eng. Henry Draper Catalogue, akronim HD, 1918. – 1924.), koji obuhvaća cijelu nebesku sferu i daje spektralne razrede za 225 300 zvijezda. Katalog je 1949. proširen za 133 783 zvijezde, do broja 359 083. 
Charles Messier oblikovao je prvi katalog magličastih tijela, Messierov katalog (fran. Catalogues des nébuleuses et des amas d’étoiles, 1774. – 1784.), koji sadrži 103 nebeska tijela (s kasnijom dopunom do 110 tijela). William Herschel objavio je tri kataloga novih maglica i zvjezdanih skupova (1786., 1789. i 1802), koje je proširivao njegov sin John Herschel. Dansko-irski astronom John Louis Emil Dreyer izradio je Novi opći katalog maglica i zvjezdanih skupova (eng. New General Catalogue of Nebulae and Clusters of Stars, akronim NGC, 1888.) kao nadogradnju Herschelovih kataloga, koji obuhvaća 7 840 nebeskih tijela, a čini cjelinu s poslije objavljenim Dodatcima katalogu (eng. Index Catalogue, akronim IC, 1895. i 1908.), koji sadrže još 5 386 tijela. 
Od suvremenih zvjezdanih kataloga najopsežniji su Katalog Hipparcos (eng. Hipparcos Catalogue, 1997.), s podatcima za položaje 118 218 zvijezda do prividne magnitude m = 12,4, s točnošću od 0,002″, vlastito gibanje zvijezda s točnošću od 0,002″/god., Tychov katalog (eng. Tycho Catalogue, 1997.), s manje preciznim podatcima za 1 058 332 zvijezde, i Drugi Tychov katalog (eng. Tycho-2 Catalogue, 2000), s poboljšanim podatcima za 2 539 913 zvijezda. Izrađeni su s pomoću podataka dobivenih mjerenjima astronomskoga satelita Hipparcos (1989. – 1993.). Specijalizirani se zvjezdani katalozi izrađuju za dvojne zvijezde, na primjer Aitkenov katalog dvojnih zvijezda (eng. Aitken’s Double Star Catalogue, akronim ADS, 1932.), za bliske zvijezde, na primjer Glieseov katalog bliskih zvijezda (eng. Gliese Catalogue of Nearby Stars, 1957.), promjenljive zvijezde, na primjer Opći katalog promjenljivih zvijezda (eng. The General Catalog of Variable Stars, akronim GCVS, neprekidno se dopunjava), i drugi.

## Zvjezdani atlas
Zvjezdani atlas je skup preglednih karata ili nebovida pojedinih dijelova neba (nebeske sfere) koji se koristi za lakšu orijentaciju pri traženju objekta opažanja (nebesko tijelo). Karte u atlasu mogu biti od jednostavnih, sa samo nekoliko stotina najsjajnijih zvijezda, do detaljnih karata s više od 250 000 ucrtanih zvijezda. Posebno mogu biti označene dvojne i promjenljive zvijezde, granice zviježđa i slično. Detaljniji suvremeni zvjezdani atlasi prikazuju zvijezde do približno 9. magnitude. Osim zvijezda, tematske karte mogu sadržavati maglice, zvjezdane skupove, galaktike, kvazare, izvore rendgenskoga zračenja i drugo. Precizan položaj traženih tijela određuje se prema koordinatama iz zvjezdanih kataloga.

### Nebovid
Nebovid, nebeska karta ili karta zvjezdanog neba je prikaz koji astronomima služi za pronalaženje i upoznavanje zviježđa, zvijezda koje ih čine i inih nebeskim tijelima na nebeskom svodu. Pored namjene orijentaciji na nebeskoj sferi, služi i za orijentaciju na Zemlji. Neprofesionalcima odnosno amaterskim astronomima i opažačima početnicima kao dopuna za nebovid služi vrteća (okretna, ili rotirajuća) nebeska karta. Opažači koji su nešto napredniji i iskusniji, za nadopunu koriste dalekozor, mali astronomski teleskop i zvjezdani atlas.